# فرودگاه شهری چیکو
فرودگاه شهری چیکو (به انگلیسی: Chico Municipal Airport) (به زبان بومی: Chico AAF) یک فرودگاه با کد یاتا CIC است که یک باند فرود آسفالت دارد و طول باند آن ۲۰۴۹ متر است. این فرودگاه در شهر چیکو، کالیفرنیا کشور ایالات متحده آمریکا قرار دارد .